# Jean-Claude Suaudeau
Jean-Claude Suaudeau (* 24. Mai 1938 in Cholet, Département Maine-et-Loire) ist ein ehemaliger französischer Fußballspieler und -trainer.

## Der Fußballspieler

### Die Vereinskarriere
Aufgewachsen in der Region am Unterlauf der Loire, gab es für Suaudeau, dessen erster Klub der SO Cholet war, Ende der 1950er Jahre eigentlich nur einen Verein, und das war der FC Nantes, dessen Aufstieg zu einem der dominierenden Klubs der Division 1 in den 60er Jahren der Mittelfeldspieler maßgeblich mitgestaltete. Von Trainer José Arribas zum Spielgestalter geformt, bildete er zusammen mit „Jacky“ Simon, Ramón Muller und Torjäger Philippe Gondet das technisch auf hohem Niveau spielende Herzstück der Elf, die 1963/64 überhaupt das erste Mal im „Oberhaus“ vertreten war und 1965 bereits französischer Meister wurde. In dieser wegen ihrer gelben Spieltracht les canaris genannten Meisterelf, die den Titel 1966 auch gleich verteidigen konnte, galt er als unbestrittener Spiellenker, was ihm außer dem Spitznamen „Coco“ auch die Bezeichnung „Gewissen des FC“ eingetragen hat. Am Ende der Saison 1966/67 reichte es trotz Sieg und Remis im direkten Vergleich nur zum zweiten Platz hinter der AS Saint-Étienne.
Alleine in diesen drei Jahren bestritt Suaudeau 91 Ligamatches, wurde zum Nationalspieler und stand 1966 auch in der Elf, die das Finale um die Coupe de France mit dem knappsten aller Ergebnisse verlor. 1969 beendete er seine Spielerkarriere, blieb dem Verein aber in den folgenden Jahrzehnten, von nur kurzen Unterbrechungen abgesehen, treu.

#### Stationen
- Stade Olympique Choletais (bis 1960)
- FC Nantes (1960–1969)

### Der Nationalspieler
Zwischen September 1966 und März 1967 bestritt Jean-Claude Suaudeau vier Länderspiele für die Équipe Tricolore – unter dem Interimstrainer-Gespann Snella/Arribas und dem nach zwei Begegnungen wieder entlassenen Just Fontaine, in einer Situation, in der die französische Nationalelf ein tiefes Tal durchschritt.

## Der Fußballtrainer
Nach Ende seiner Zeit als Spieler arbeitete Suaudeau zunächst im Trainerstab des FC Nantes, leitete dann dessen Nachwuchszentrum (1973–1982), für dessen vorbildliche Jugendförderung er maßgeblich verantwortlich war, und wurde anschließend (1982–1988) als Nachfolger von Jean Vincent Chefcoach der Erstligamannschaft. Bereits in seinem ersten Jahr als Profitrainer gelang ihm mit den Canaris der Gewinn des inzwischen sechsten Meistertitels und ein erneuter Einzug in das französische Pokalendspiel, das Nantes aber erneut mit einem Tor Differenz verlor. Nach einem dreijährigen Zwischenspiel holte der FC Suaudeau 1991 zurück, und in den folgenden Jahren gewann „Monsieur Nantes“ 1993 ein weiteres Mal die Landesmeisterschaft – und scheiterte im selben Jahr zum dritten Mal im Pokalfinale, so dass ihm persönlich dieser Titel während seiner über 30 Jahre bei diesem Klub verwehrt blieb.
In der Saison 1995/96 führte er seine Elf aber zu ihrem bis heute größten Erfolg auf europäischer Ebene: nachdem die Canaris unter anderem den FC Porto und Spartak Moskau ausgeschaltet hatten, standen sie im Halbfinale der Champions League und wurden erst dort vom späteren Gewinner Juventus Turin gestoppt (3:2 und 0:2). Nach 12 Jahren beendete er 1997 seine Arbeit für den Klub, dem er nahezu vier Jahrzehnte in unterschiedlichen Funktionen – und die gesamte Zeit zusammen mit Robert Budzynski, erst Mitspieler und anschließend Nantes’ Sportdirektor – gedient hatte. Im Jahr 2001 versuchte der AC Mailand, Suaudeau als Trainer zu verpflichten. 2004 hat er, auf Empfehlung des Ex-Spielers von Nantes, Christian Karembeu, die Nachwuchsförderung bei Olympiakos Piräus ausgebaut. Gleich dreimal (1985, 1992 und 1994) wurde er zum französischen Trainer des Jahres gewählt.
Inzwischen im Ruhestand, verfolgt Jean-Claude Suaudeau das Geschehen rund um seinen FC Nantes, der von 1963 bis 2007 durchgehend in der höchsten Spielklasse vertreten war, nach wie vor mit großem Interesse.

## Palmarès

### Als Spieler
- Französischer Meister: 1965, 1966 (und Vizemeister 1967)
- Französischer Pokalfinalist 1966
- Europapokal der Landesmeister: Teilnahme 1965/66 und 1966/67 (5 Spiele, 1 Tor)
- 4 A-Länderspiele

### Als Trainer
- Französischer Meister: 1983, 1995 (und Vizemeister 1985, 1986)
- Französischer Pokalsieger: Fehlanzeige (aber Finalist 1983, 1993)
- Europapokal der Landesmeister: Halbfinalist 1996
- Europapokalwettbewerbe: 34 Spiele als Trainer von Nantes
- Trainer des Jahres in Frankreich: 1985, 1992, 1994

| Personendaten    | Personendaten                             |
| ---------------- | ----------------------------------------- |
| NAME             | Suaudeau, Jean-Claude                     |
| KURZBESCHREIBUNG | französischer Fußballspieler und -trainer |
| GEBURTSDATUM     | 24. Mai 1938                              |
| GEBURTSORT       | Cholet, Département Maine-et-Loire        |